# Comté de Taroom
Le comté de Taroom était une zone d'administration locale dans le sud-est du Queensland en Australie.
Le comté comprenait les villes de :
- Taroom ;
- Guluguba ;
- Wandoan.

le 15 mars 2008, il a été partagé en 2, la plus grande partie étant rattachée au comté de Banana, le reste à la région de Dalby.